# Дэвис, Марк (учёный)
Марк Дэвис (Mark E. Davis, род. 1955, Элвуд Сити, Пенсильвания) — американский химический инженер. Профессор Калтеха, член Национальных Академии наук (2006), Инженерной (1997) и Медицинской (2011) академий США.
Лауреат премии принцессы Астурийской (2014).

## Биография
Родился в семье учителей истории и английского языка.
Окончил Кентуккийский университет, где получил степени бакалавра (1977), магистра (1978) и доктора философии (1981) по химической инженерии. С 1981 по 1990 год в Политехническом университете Виргинии: ассистент-профессор, с 1985 года ассоциированный профессор, с 1989 года полный профессор, с 1990 года — именной (Charles O. Gordon Professor) — химической инженерии.
В 1990 году приглашённый профессор в Стэнфорде. С 1991 года профессор химической инженерии Калтеха, с 1993 года именной (Warren and Katharine Schlinger Professor).
В 1995 году у его супруги диагностировали рак молочной железы. Пройдя вместе с ней через это испытание, Дэвис в своей научной деятельности обращается в область нанотерапии.
Член редколлегий Bioengineering and Translational Medicine (с 2015), Reaction Chemistry and Engineering (с 2015), Proceedings of the National Academy of Sciences (с 2010) и др.
Член American Institute of Chemical Engineers (AIChE), Американского химического общества, Американской ассоциации по изучению рака. Почётный член Phi Eta Sigma, Tau Beta Pi, Omega Chi Epsilon.
Член Национальной академии изобретателей США (2015) и Испанской королевской инженерной академии (2008).

## Награды и отличия
- ASEE DOW Outstanding Young Faculty Award (1985)
- Presidential Young Investigator Award[англ.], Национальный научный фонд (1985)
- Union Carbide Innovation Recognition Award for Academic Achievements in Catalysis (1989, 90, 91)
- Allan P. Colburn Award, AIChE[англ.] (1989)
- Donald Breck Award for the Most Significant Contribution to Molecular Sieve Science (1986—1988), International Zeolite Association (1989)
- Премия Алана Уотермана, Национальный научный фонд (1990)
- Ipatieff Prize, Американское химическое общество (1992)
- Paul H. Emmett Award, North American Catalysis Society (1995)
- Введен в Engineering Hall of Distinction Кентуккийского университета (1999)
- Professional Progress Award, AIChE (1999)
- Премия Мерфри по промышленной и инженерной химии, Американское химическое общество (2005)
- AIChE — 100th Anniversary: назван в числе «One Hundred Engineers of the Modern Era» (2008)
- Почётный доктор инженерии альма-матер (2009)
- Elmer Gaden Award, Американское химическое общество (2009)
- Введен в Hall of Distinguished Alumni альма-матер (2010)
- Gabor A. Somorjai Award for Creative Research in Catalysis, Американское химическое общество (2014)
- Премия принцессы Астурийской (2014)